# Schizotus fuscicollis
Schizotus fuscicollis es una especie de coleóptero de la familia Pyrochroidae.

## Distribución geográfica
Habita en Arkansas y en Asia.